# Wolf-Heinrich von Helldorf

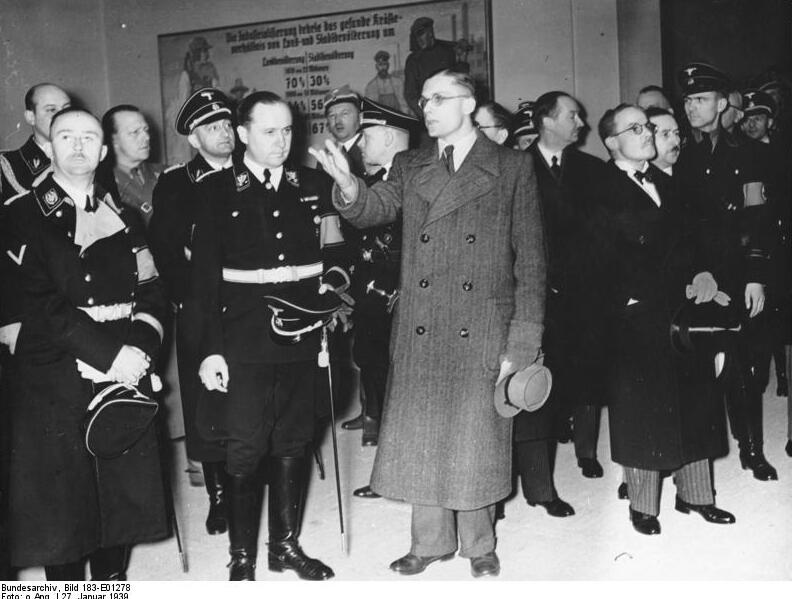
Himmler, von Helldorff, Darré i ambasador Francji Coulondre, 1939

Hrabia Wolf-Heinrich von Helldorf (niem. Wolf-Heinrich Graf von Helldorf), także „von Helldorff” (ur. 14 października 1896 w Merseburgu, zm. 15 sierpnia 1944 w Berlinie-Plötzensee) – niemiecki polityk, członek NSDAP, poseł do Reichstagu (1933–1944), prezydent berlińskiej policji (1935–1944), SA-Obergruppenführer, SS-Obergruppenführer (od 1936).
Od 1938 utrzymywał kontakty z konspiratorami z kręgu Friedricha Goerdelera. Za uczestnictwo w zamachu 20 lipca na Adolfa Hitlera został skazany na karę śmierci i stracony w 1944.

## Życiorys
Hr. Wolf-Heinrich von Helldorf był synem rotmistrza Ferdinanda von Helldorfa. Uczestniczył w I wojnie światowej, służąc od 1914 jako podchorąży. W 1915 awansował na stopień podporucznika.
Od 1918 należał do wielu organizacji paramilitarnych, tzw. Freikorps, m.in. do Freikorps Roßbach. W latach 1919–1920 był członkiem Związku Żołnierzy Frontowych Stahlhelm. W marcu 1920 brał udział w nieudanej próbie przewrotu monarchistycznego w Republice Weimarskiej, tzw. puczu Kappa-Lüttwitza, po czym w obliczu zarzutu o zabójstwo musiał uciekać z kraju – wyjechał do Włoch, gdzie pozostawał przez cztery lata.
Po powrocie do Niemiec von Helldorf pracował w rodzinnych dobrach rycerskich (niem. Rittergut) (1921–1928) w Wohlmirstedt. W październiku 1920 ożenił się z Ingeborg von Wedel, z którą miał pięcioro dzieci. W 1923 pełnił funkcję dowódcy Związku Żołnierzy Frontowych Stahlhelm w regionie Unstruty. W 1924 wstąpił do NSDAP. W latach 1924–1928 oraz ponownie w latach 1932–1933 von Helldorf był członkiem saksońskiego sejmiku prowincjonalnego. Z początku z ramienia Narodowosocjalistycznej Partii Wolności (niem. Nationalsozialistische Freiheitspartei, NSFP) na terenie Prus, a od 1925 reprezentując NSDAP. W 1932 von Helldorf został przewodniczącym frakcji NSDAP w sejmiku. W wyborach do Reichstagu 12 listopada 1933 zdobył mandat posła również z ramienia NSDAP.
W 1931 wstąpił do SA i został dowódcą SA w Berlinie. Na długo przed przejęciem władzy przez Hitlera, 12 września 1931, na który przypadało święto żydowskiego nowego roku Rosz ha-Szana, von Helldorf razem z Goebbelsem zorganizował antyżydowskie akcje w stolicy (niem. Krawall am Kurfürstendamm). Ok. 1000 SA-mannów skandowało hasła antyżydowskie, m.in. „Juda, verrecke“ (pol. giń Żydzie) i „Schlagt die Juden tot!“ (pol. zabijcie Żydów), lżąc i bijąc Żydów wychodzących z synagogi. Wieloosobowa grupa szturmowała położoną nieopodal kawiarnię Cafe Reimann przy Kurfürstendamm 25, wielu gości odniosło obrażenia. Von Helldorf wraz z Karlem Ernstem znajdowali się na miejscu zdarzenia i wydawali instrukcje. Von Helldorf miał nawet wydać rozkaz do szturmu. Zidentyfikowano 27 sprawców, w większości SA-mannów, których sąd skazał na karę od 9 do 21 miesięcy więzienia. Von Helldorf, po zatrzymaniu przez policję, został wypuszczony. Stawił się później dobrowolnie, by zeznawać na korzyść swoich podkomendnych. Został jednak zaaresztowany i czekał na wyrok sądu w trybie przyspieszonym (niem. Schnellgericht), który skazał właśnie jego szofera na 18 miesięcy więzienia. Po interwencji Göringa u kanclerza Rzeszy Heinricha Brüninga, von Helldorfa zamiast sędziów sądu działającego w trybie przyspieszonym sądził sąd ławniczy w Charlottenburgu. W zamian, na żądanie Brüninga, naziści powstrzymali się od demonstracji podczas wizyty francuskiego ministra w Berlinie. Von Helldorf został skazany na 6 miesięcy więzienia i grzywnę 100 Reichsmarek. Ze względu na zły stan zdrowia został natychmiast zwolniony. SA-mani złożyli apelację od wyroku. Goebbels zeznawał jako świadek. Kara więzienia dla Helldorfa, reprezentowanego przez Freislera i Franka, została anulowana – Helldorf musiał jedynie zapłacić grzywnę za ubliżanie Żydom.
W grudniu 1931 von Helldorf objął przywództwo SA w regionie Berlina-Brandenburgii – funkcję tę pełnił z krótką przerwą do 1933, a we wrześniu 1932 został jednym z pięciu SA-Obergruppenführerów. W 1933 został generałem SS na Berlin-Brandenburgię. W latach 1933–1935 piastował stanowisko prezydenta policji w Poczdamie, a od lipca 1935 w Berlinie. Pozostawał w bliskich kontaktach z Goebbelsem, gauleiterem Berlina i ministrem propagandy i oświecenia publicznego.

### Długi
W 1931 von Helldorf utracił dobra rycerskie. Jego bankructwo nie było spowodowane wyłącznie spadkiem cen na produkty rolne. Przyczyniły się do tego rozrzutny tryb życia oraz liczne długi. Von Helldorf zadłużył się u Erika Jana Hanussena, znanego żydowskiego jasnowidza. Na poczet jego długów karcianych, niespłaconych rachunków i nieopłaconego czynszu zajęto nawet część jego pensji jako prezydenta policji. Wielokrotnie von Helldorf otrzymywał nieoprocentowane pożyczki opiewające na znaczne sumy, które wypłacano mu z kasy partyjnej i których spłaty nie wymagano.

### Pożar Reichstagu
Według popierających tezę podpalenia Reichstagu przez jednostki SA (m.in. komunistów na wygnaniu, którzy w Paryżu w 1933 opublikowali tzw. Brunatną Księgę (niem. Braunbuch über Reichstagsbrand und Hitler-Terror, w skrócie Braunbuch) opartą na rzekomych zeznaniach Karla Ernsta), von Helldorf miał być bezpośrednio zaangażowany w organizację podpalenia parlamentu. Okoliczności pożaru do tej pory nie zostały wyjaśnione.

### Antysemityzm
Jako szef berlińskiej policji, von Helldorf był zwolennikiem zaostrzenia przepisów prawnych sankcjonujących prześladowania berlińskich Żydów. 2 czerwca 1938 Goebbels zanotował w swoim dzienniku: 

Helldorf chce założyć w Berlinie getto żydowskie. Opłacić je mają bogaci Żydzi.

W lipcu 1938 von Helldorf wydał wytyczne odnośnie do postępowania ze sprawami żydowskimi (niem. Richtlinien für die Behandlung von Judenangelegenheiten), które w 76 punktach dokładnie określały szykana administracyjne. Goebbels pisał dalej: 

Helldorff przekazał mi zestawienie środków podjętych w Berlinie przeciwko Żydom. Są one rzeczywiście surowe i daleko idące. W ten sposób wygonimy Żydów z Berlina w niedalekiej przyszłości.

Od 1938 konfiskował paszporty Żydów berlińskich, których majątek przekraczał 300.000 marek, a którzy zamierzali wyemigrować. Za zwrot dokumentów wymuszał wysoką opłatę, średnio 250.000 marek – tzw. Helldorf-Spende.

Natomiast Hans-Otto Meissner uważał, że von Helldorf 

w szczególny sposób ochraniał wielu Żydów, i wielu pomógł w wyjeździe zagranicę.

 Także inni świadkowie potwierdzają skuteczne interwencje von Helldorfa w sprawach jego żydowskich przyjaciół. Jednak istnieją podstawy ku temu, by podejrzewać, że za swoje usługi von Helldorf pobierał wynagrodzenie.

W czasie nocy kryształowej Helldorf przebywał na urlopie. Według Giseviusa po swoim powrocie Helldorf miał 

zwołać wszystkich oficerów policji i skarżyć się na ich pasywność, a nawet, ku zgorszeniu wszystkich nazistów, mówił, że gdyby on był obecny, to wydałby rozkaz strzelania.

### Afera Blomberga-Fritscha
W styczniu 1938 von Helldorf znalazł się w centrum wydarzeń związanych z tzw. aferą Blomberga-Fritscha. 12 stycznia 1938 marszałek polny (niem. Feldmarschall) Werner von Blomberg – naczelny dowódca Wehrmachtu – poślubił młodszą o 28 lat stenotypistkę z podległego mu ministerstwa wojny, Ernę Gruhn. Świadkami na ślubie byli Hitler i Göring. Wkrótce po tym Gestapo odkryło, że pani von Blomberg była notowana przez policję berlińską za pozowanie do zdjęć pornograficznych i karana za prostytucję. Sprawa została przekazana von Helldorfowi, który przedsięwziął kroki, by potwierdzić tożsamość pani von Blomberg na podstawie otrzymanych zdjęć. O pomoc w identyfikacji poprosił generała Keitela, którego najstarszy syn ożenił się z córką von Blomberga w 1937. Ten jednak nie był w stanie dokonać weryfikacji. Von Blomberg był nieobecny. Keitel zasugerował, by zwrócić się o pomoc do Göringa. Ten rozpoznał małżonkę von Blomberga. Powiadomiony Hitler nakazał usunąć generała z armii i pozbawić go wszystkich tytułów wojskowych.
W kilka dni później usunięto również generała Wernera von Fritscha, członka Naczelnego Dowództwa Wehrmachtu (niem. Oberkommando der Wehrmacht, OKW). Oskarżony o skłonności homoseksualne, von Fritsch został zmuszony do dymisji 4 lutego 1938. Hitler wykorzystał sytuację zamieszania do zastąpienia kilku generałów oraz ministrów osobami bardziej lojalnymi względem niego. W ten sposób przejął kontrolę nad Wehrmachtem. Wkrótce okazało się, że oskarżenia wobec von Fritscha były bezpodstawne, a honorowy sąd oficerów przebadał sprawę Blomberga-Fritscha, chociaż była ona prowadzona przez samego Göringa. Fritsch został oczyszczony z zarzutów 18 marca, jednak jego wizerunek pozostał nadszarpnięty. Von Helldorf, oburzony intrygami wobec Fritscha, udostępnił ważne dla sprawy dokumenty szefowi sztabu Abwehry Hansowi Osterowi, bliskiemu współpracownikowi Wilhelma Canarisa, spiskującym przeciwko Hitlerowi.

### Kontakty z konspiracją antyhitlerowską
Poprzez swojego podwładnego Fritza-Dietlofa Grafa von der Schulenburga (wiceszefa berlińskiej policji), z którym był zaprzyjaźniony, Helldorf miał kontakt z wysokimi oficerami Wehrmachtu.
W obliczu wojny nawiązał kontakty z Ludwigiem Beckiem i Erwinem von Witzlebenem. Później przekazał Hansowi von Dohnanyi tajne raporty Sicherheitsdienst – służby bezpieczeństwa SS, z opisem mordów masowych dokonywanych przez nazistów na terenie Polski. Von Helldorf miał również powiązania z Friedrichem Frommem oraz Friedrichem Olbrichtem.
W 1944 wielokrotnie spotykał się z Clausem von Stauffenbergiem, głównym organizatorem zamachu na Hitlera 20 lipca 1944.

### Zamach 20 lipca

#### Rola von Helldorfa

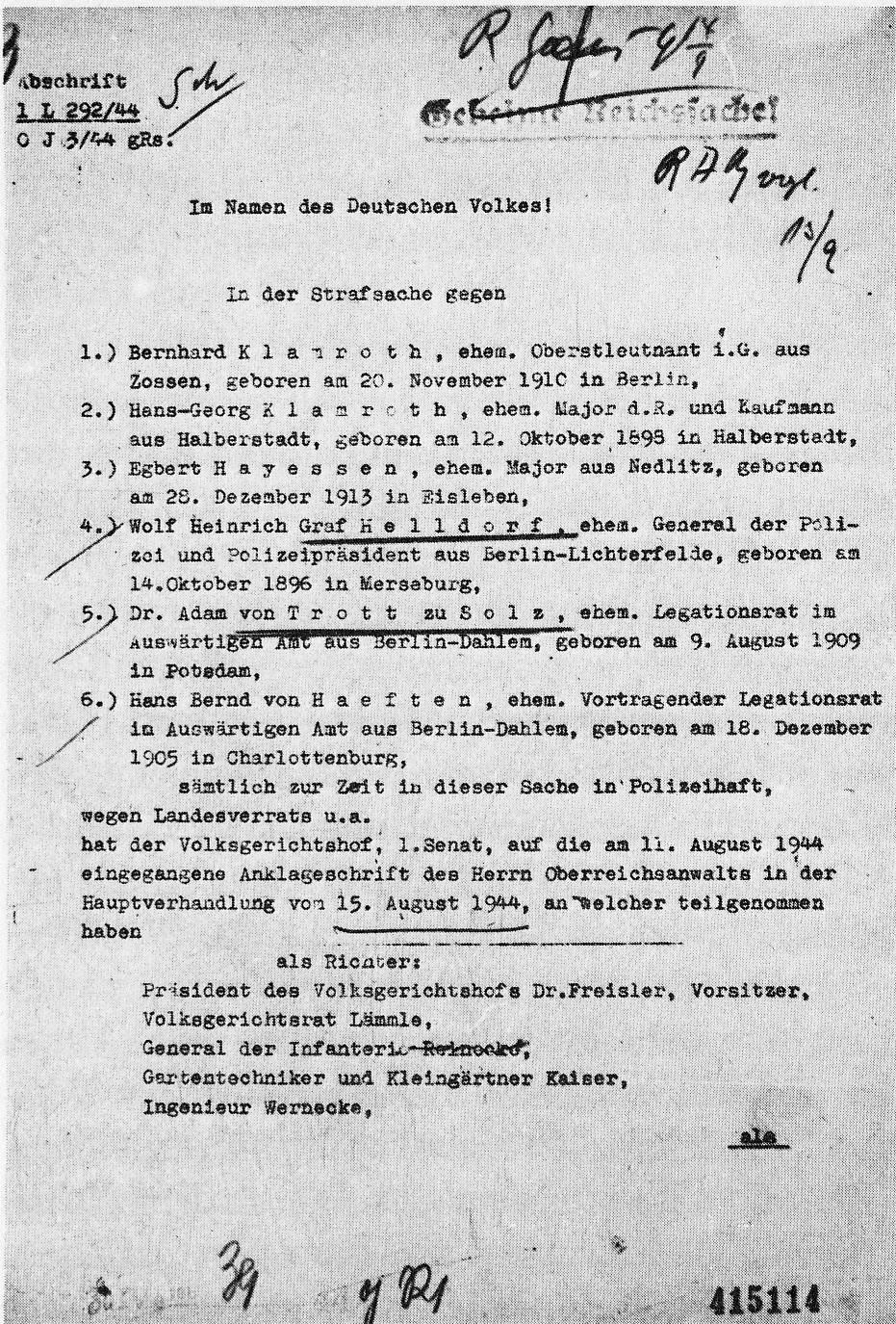
Pierwsza strona wyroku Trybunału Ludowego, wymieniająca oskarżonych w procesie o zamach na Hitlera: Bernharda Klamrotha, Hans Georg Klamroth, Egberta Hayessena, Wolfa-Heinricha von Helldorfa, Adama von Trott zu Solz oraz Hansa Bernda von Haeftena, 1944

Według Giseviusa, von Helldorf miał zapewnić neutralność berlińskiej policji podczas zamachu, a później poprzeć nowy rząd. Berlińska policja miała zaaresztować pozostających w Berlinie przywódców a także pomóc Wehrmachtowi w zajęciu stolicy.
Jednak postawa von Helldorfa w dniu zamachu może wydawać się dwuznaczna. Według Giseviusa von Helldorf miał poinformować wysłannika Olbrichta w godzinach porannych, że siły policji wejdą do akcji dopiero po zajęciu budynków rządowych przez Wehrmacht, co zdziwiło przedstawiciela Olbrichta, gdyż oddziały wojska miały jedynie obstawić budynki, a ich zajęcia miała dokonać policja. Rezerwa von Helldorfa wydawała się świadczyć o jego niechęci do wczesnego zaangażowania się w działania puczystów. O godz. 17 von Helldorf spotkał się z generałem Olbrichtem, który oświadczył, że Hitler zginął w zamachu, władzę wykonawczą przejął Wehrmacht, a policja objęta jest nadzorem Naczelnego Dowództwa Wehrmachtu. Podczas spotkania Beck poinformował von Helldorfa, że otoczenie Hitlera zaprzecza śmierci przywódcy, jednak pucz ma przebiegać tak jak zaplanowano. Von Helldorf nie wydał więc rozkazu do rozpoczęcia zaplanowanych aresztowań, czekając na instrukcje od generała Paula von Hase lub sztabu spiskowców Wehrkreis. Przez cały czas utrzymywał siły policji w gotowości do podjęcia wyznaczonych im zadań. Ok. godz. 19.00 von Helldorf spotkał się z Giseviusem, do którego skarżył się na brak informacji o dalszym postępowaniu. Von Hase nie skontaktował się z nim, a informacje o tym, że Hitler przeżył zamach były już podawane przez radio.
Von Helldorfa aresztowano 24 lipca 1944.

#### Wyrok
Za udział w zamachu na Hitlera von Helldorf został skazany przez Trybunał Ludowy (niem. Volksgerichtshof) pod przewodnictwem Rolanda Freislera na karę śmierci, utratę praw obywatelskich i konfiskatę majątku.

Reakcja na zdradę von Helldorfa była bardzo gwałtowna. Goebbels skarżył się na niewdzięczność zdrajcy, którego wspierał i któremu przyznał z tajnej puli dobra obejmujące 500 mórg ziemi. Heinrich Himmler, w swojej mowie do gauleiterów z 1944, mówiąc o spiskowcach wymienił von Helldorfa na pierwszym miejscu: 

Teraz powiem coś szczególnie przytłaczającego. W spisku uczestniczył, niestety, stary towarzysz partyjny, hrabia Helldorf. Przez ostatnie pół roku-rok współuczestniczył w zdradzie, i to akurat on. To jest jedna z tych paradoksalnych rzeczy. Skarżył się, że w partii coraz więcej bonzów. Na to jeden z naszych urzędników odparł mu: Za pozwoleniem, to pan jest głównym bonzą. Akurat Helldorf, któremu wcześniej Dr. Goebbels i ja sam, myślę, z pewnością dwu- jeśli nie trzykrotnie,  darowaliśmy długi. (wtrącenie Goebbelsa: 80.000 marek, i [Helldorf] posiada cztery mieszkania w bombardowanym Berlinie!]

Również Hitler skarżył się, że spłacał długi Helldorfa cztero- lub pięciokrotnie, każdorazowo na sumę nie mniejszą niż 100.000 marek. Z rozkazu Hitlera Helldorf zmuszony był oglądać sceny śmierci trzech uczestników spisku zanim sam został powieszony jako ostatni. Kara śmierci została wykonana w więzieniu Plötzensee w Berlinie-Plötzensee.

## Odznaczenia
- Krzyż Żelazny (1914) II i I klasy
- Wojenny Krzyż Zasługi z mieczami (1939) II i I klasy
- Krzyż Rycerski Wojennego Krzyża Zasługi
- Złota odznaka partyjna NSDAP
- Srebrne Odznaczenie Zasługi NSDAP